# CCTV-12
CCTV-12(CCTV-12 社会与法, 중국어: 中国中央电视台社会与法频道)은 중국중앙텔레비전의 텔레비전 채널 중 하나이다.